# Estação Acari/Fazenda Botafogo
Acari / Fazenda Botafogo é uma estação de metrô do Rio de Janeiro. Inaugurada em 1998, fica em uma importante área industrial da Zona Norte, além oferecer aos moradores da região outra opção de transporte. A estação recebeu o nome original do lugar, que foi um engenho de açúcar no passado. Sua construção é uma antiga reivindicação dos moradores de Fazenda Botafogo.
A estação possui uma via auxiliar no sentido Botafogo que não é utilizada. Ela fazia parte de um projeto de criação de um pátio no bairro, mas o projeto foi descartado e no seu lugar foi construído um conjunto habitacional, apesar da ponte de acesso ao mesmo já ter sido construída e posteriormente demolida.

## Acessos
A estação conta com 2 acessos:
- Acesso A - Estrada Rio D'Ouro
- Acesso B - Rua Ender